# Mirocastnia canis
Mirocastnia canis is een vlinder uit de familie Castniidae. De wetenschappelijke naam van de soort werd, als Schaefferia canis in 1923 door Percy Lathy gepubliceerd. De soort werd door J.Y Miller in 1980 in het door hem benoemde geslacht Microcastnia geplaatst.
De soort komt voor in het Neotropisch gebied.

## Andere combinaties
- Feschaeria canis (Lathy, 1923), vervangende geslachtsnaam voor Schaefferia Houlbert, 1918 non Schaefferia Absolon, 1900 (Collembola)